# Fernando Pastor Llorens
Fernando Pastor Llorens (Alcoy, 5 de enero de 1971) es un político español, diputado a las Cortes Valencianas en la IX legislatura.
|cargo3 = Diputado en las Cortes Valencianas
|escudo3 = Escudo de la Comunidad Valenciana.svg
|distrito3 = Alicante
|inicio3 = 9 de septiembre de 2015
|final3 
Ha realizado estudios de derecho y un grado de comunicación. Militante del Partido Popular de la Comunidad Valenciana, ha sido secretario de organización en la provincia de Alicante. Fue elegido concejal en el ayuntamiento de Alcoy a las elecciones municipales españolas de 1995, 1999, 2003, 2007 y 2011, y durante todo este periodo fue portavoz del grupo municipal popular.
Aunque no es escogido diputado inicialmente a las elecciones a las Cortes Valencianas de 2015, en septiembre de 2015 sustituyó en su escaño César Sánchez Pérez cuando fue nombrado presidente de la Diputación de Alicante. 
- Datos: Q21001390